# 犹太城市政厅 (布拉格)
犹太城市政厅（捷克語：Židovská radnice）位于捷克首都布拉格的犹太城（Josefov），毗邻老新犹太会堂，市长Mordechai Maisel建于1586年，文艺复兴风格。18世纪修建了洛可可立面。这座建筑是当地犹太社区主要的集会场所，目前对公众关闭。犹太城市政厅以两面钟知名，在塔楼上的一面标有罗马数字，而下面的一面标着希伯来数字，并且逆时针方向排列，因为希伯来文是从右向左阅读。

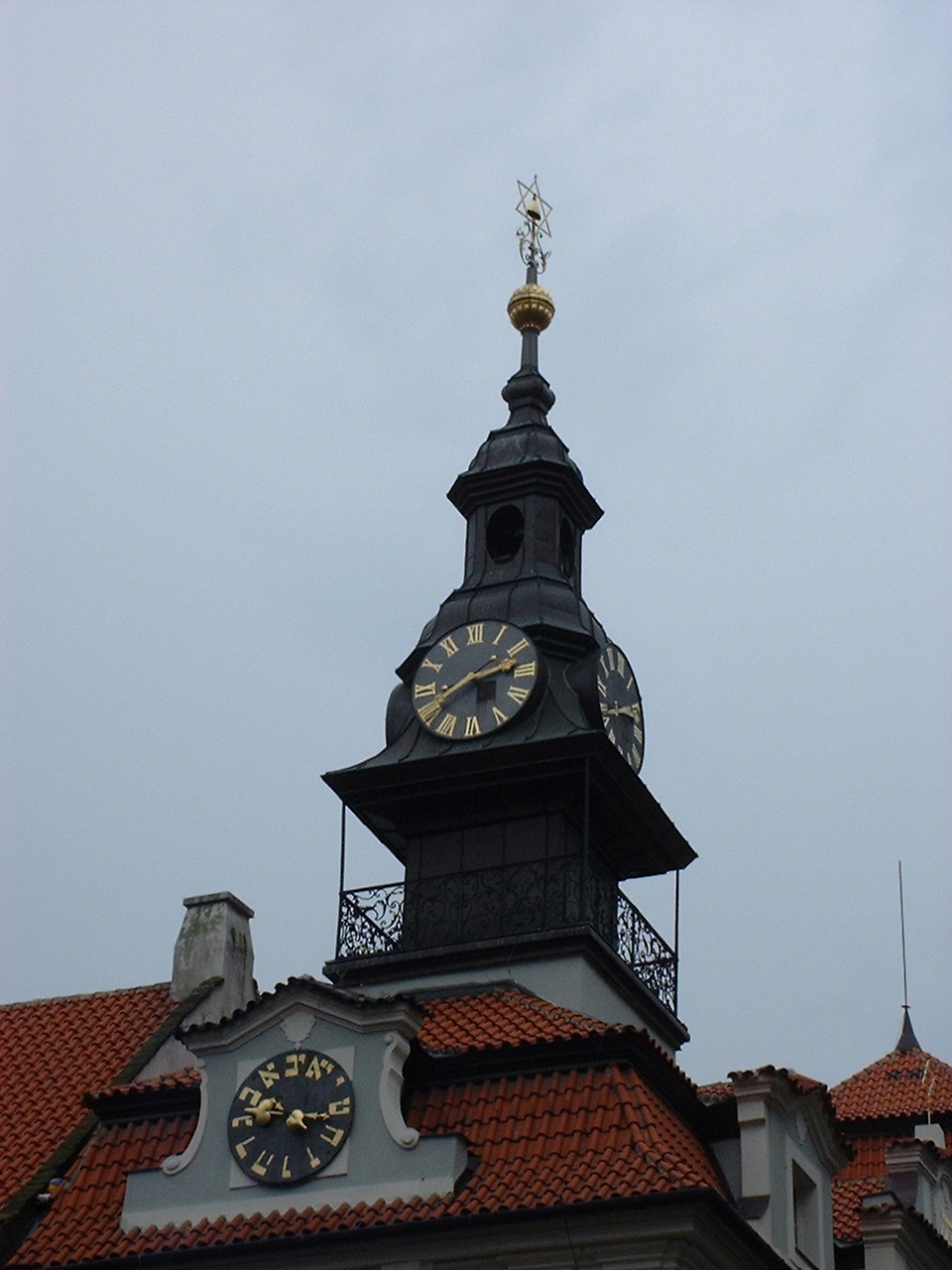
市政厅的大钟
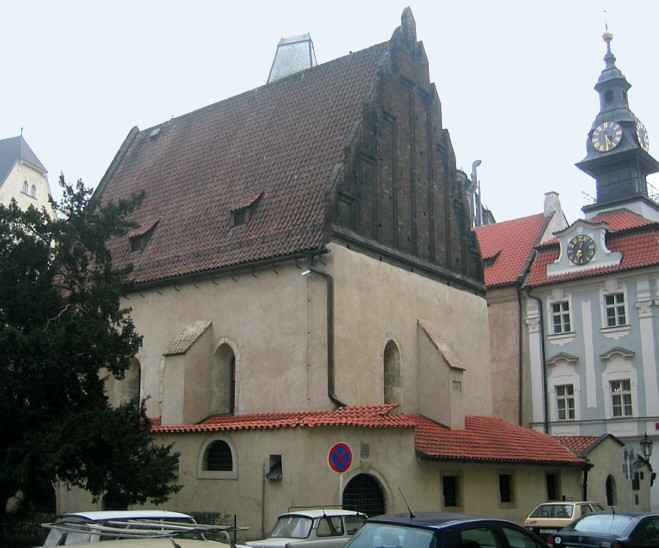
犹太城市政厅（右侧）与老新犹太会堂

50°05′22″N 14°25′07″E / 50.08944°N 14.41861°E